# Biblioteca Nacional da Noruega

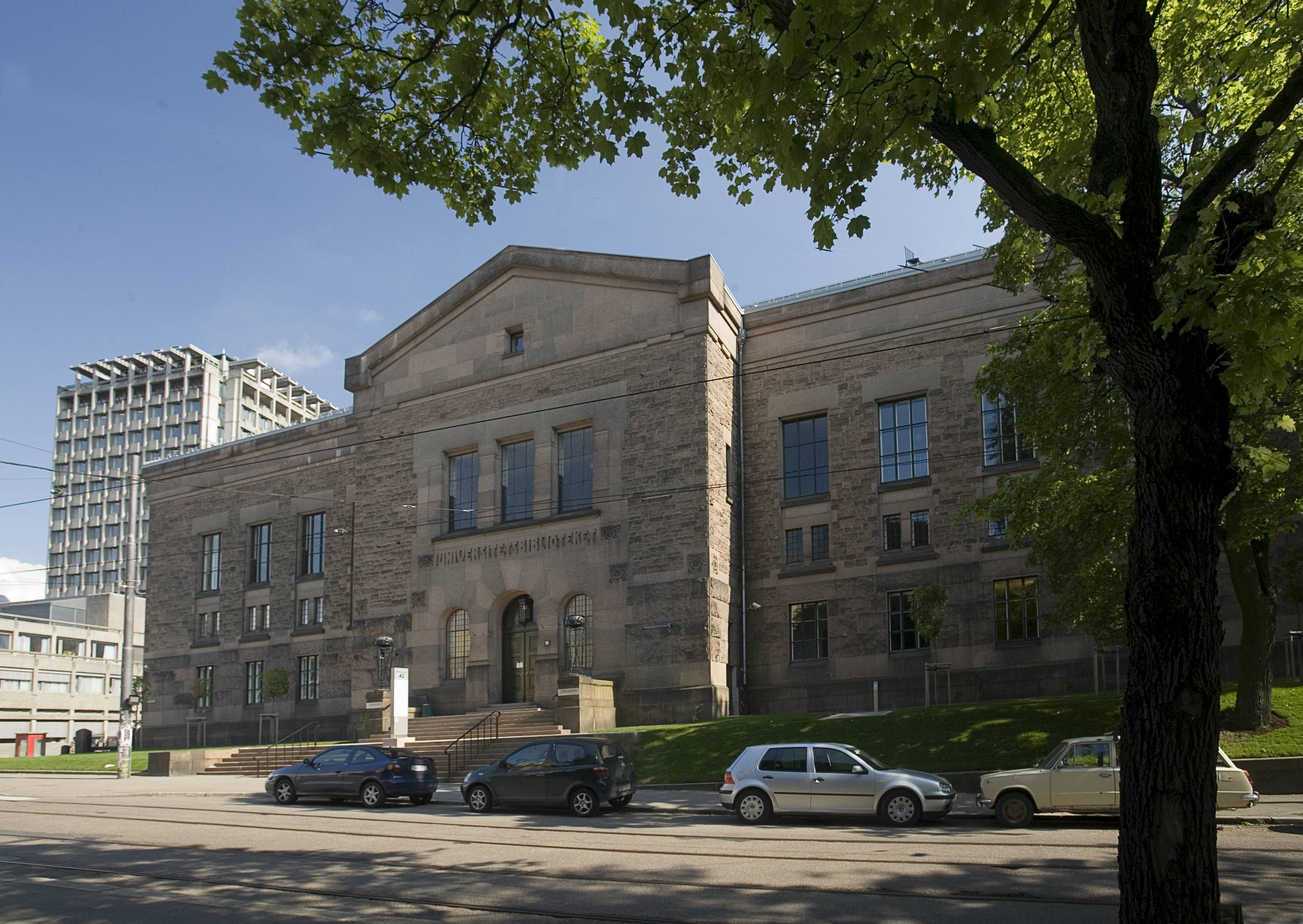
A construção da Nasjonalbiblioteket em Oslo.

Biblioteca Nacional da Noruega ( em norueguês:  Nasjonalbiblioteket ) foi criada em 1989. Sua principal tarefa é "preservar o passado para o futuro". A biblioteca está localizada em Oslo e em Mo i Rana. O edifício em Oslo foi restaurado e reaberto em 2005.
Antes da existência da Biblioteca Nacional, a Biblioteca da Universidade de Oslo recebia as tarefas que normalmente pertencem a uma biblioteca nacional.
A Agência Norueguesa de ISBN, responsável por atribuir ISBNs com o prefixo 82- e 978-82-, faz parte da Biblioteca Nacional da Noruega. A Biblioteca Nacional também é responsável por depósitos legais feitos por editores na Noruega. Todo o material deve ser enviado gratuitamente.

## História
Em 15 de agosto de 2005, a Noruega abriu uma biblioteca nacional em pleno funcionamento pela primeira vez em sua história. Isso ocorreu exatamente 100 anos depois que a Noruega dissolveu sua união com a Suécia. Embora a conquista da independência em 1905 tenha marcado o auge do nacionalismo norueguês, a Noruega levou um século para deixar de ser um Estado-nação soberano e estabelecer sua própria biblioteca nacional. O estabelecimento da biblioteca nacional evoluiu como resultado de um longo processo político. Desde 1813, a Biblioteca da Universidade de Oslo funcionava como uma biblioteca para a universidade e uma biblioteca nacional. Em 1989, a Noruega estabeleceu um repositório em Rana, na parte norte do país, como parte da biblioteca nacional, com o mandato de preservar tudo o que é publicado no país, em conformidade com uma versão revisada da Lei de Deposição Legal. A Biblioteca da Universidade de Oslo manteve seu mandato de preservar coleções históricas e únicas e de disponibilizar todas as suas coleções ao público. Em 1999, essas tarefas foram consolidadas em uma filial recém-criada da biblioteca nacional de Oslo. Acordos provisórios foram feitos para o período entre 1999 e 2005, enquanto o prédio da biblioteca estava sendo reformado. Em 2005, a biblioteca nacional mudou-se para um prédio renovado em Oslo, que marcou o verdadeiro começo para esta nova instituição nacional. Com a reabertura em 2005, a biblioteca nacional lançou seu site redesenhado. A instituição pretendia se apresentar como uma biblioteca moderna, com presença física e aparência digital. Segundo o site, seria a principal fonte de informações sobre a Noruega, a Noruega e a cultura norueguesa, e o principal recurso da Noruega para a coleta, arquivamento e distribuição da mídia norueguesa.

## Projeto Biblioteca Digital (Bokhylla ou NBdigital)
A Biblioteca Nacional da Noruega iniciou o processo de digitalização em 2006, com o objetivo de digitalizar toda a sua coleção. Em outubro de 2012, a Ministra da Cultura, Hadia Tajik, abriu o site Bokhylla (″ Bookshelf ″) em bokhylla.no como um serviço permanente. Quando lançado, o serviço oferecia 104.000 livros on-line, em um total estimado de 250.000 livros publicados na Noruega antes do ano 2000. Às vezes, a Biblioteca Digital da Noruega também é chamada de NBdigital.
Devido a restrições de direitos autorais, Bokhylla aplica o bloqueio de endereços IP a alguns dos livros disponíveis apenas para endereços IP noruegueses. Para acessar fora do espaço IP norueguês, os usuários precisam se inscrever por meio de formulário especial.

Em 2013, Bokhylla relatou 51 milhões de visualizações de página exibidas durante 2012, o que indica que, para seus usuários, a Biblioteca Nacional da Noruega é essencialmente uma biblioteca digital.